# Anouar Ayed
Pour les articles homonymes, voir Ayed.
Anouar Ayed (arabe : أنور عياد), né le 9 mai 1978 à Moknine, est un handballeur international tunisien reconverti en entraîneur. Ailier gauche, il mesure 1,80 m pour 76 kg.

## Biographie
Après avoir débuté en Tunisie, au Sporting Club de Moknine puis à l'Étoile sportive du Sahel, il rejoint en 2004 le club français du Toulouse Union Handball. Quelques mois après son arrivée, il marque à 17 reprises, le 7 novembre 2004 face à Saint-Raphaël, record de la compétition toujours en vigueur en 2015.
Il devient en octobre 2011 le premier joueur à dépasser les 1 000 buts en championnat de France, pour atteindre la barre de 1 204 buts, ce qui constituait alors le record de la compétition.
Après neuf saisons à Toulouse, il quitte le club à l'intersaison 2013 et s'engage pour deux ans avec l'Étoile sportive du Sahel.
Après 278 sélections et 621 buts en sélection tunisienne, il décide, en compagnie de ses comparses Heykel Megannem et Wissem Hmam, de se retirer de la scène internationale après les Jeux olympiques de 2012.
À l'été 2019, il commence sa carrière d’entraîneur en s’engageant avec le Club africain.

## Palmarès

### Clubs
Compétitions internationales
- Vainqueur du Championnat arabe des clubs champions (1) : 2001
- Vainqueur de la Coupe arabe des clubs vainqueurs de coupe (2) : 2000, 2001
- Troisième de la Ligue des champions d'Asie (1) : 2013
- Vainqueur de la Ligue des champions d'Afrique (1) : 2014
- Vainqueur de la Supercoupe d'Afrique (1) : 2015

Compétitions nationales
- Vainqueur du Championnat de Tunisie (4) : 1999, 2002, 2003, 2015
- Vainqueur de la Coupe de Tunisie (3) : 2000, 2014, 2015

### Équipe nationale
Jeux olympiques
- 10e aux Jeux olympiques de 2000 à Sydney ( Australie)
- 8e aux Jeux olympiques de 2012 à Londres ( Royaume-Uni)

Championnats du monde
- 10e au championnat du monde 2001 ( France)
- 14e au championnat du monde 2003 ( Portugal)
- 4e au championnat du monde 2005 ( Tunisie)
- 11e au championnat du monde 2007 ( Allemagne)
- 17e au championnat du monde 2009 ( Croatie)
- 20e au championnat du monde 2011 ( Suède)

Championnats d'Afrique
- Médaille d'or au championnat d'Afrique 2002 ( Maroc)
- Médaille d'argent au championnat d'Afrique 2004 ( Égypte)
- Médaille d'or au championnat d'Afrique 2006 ( Tunisie)
- Médaille d'argent au championnat d'Afrique 2008 ( Angola)
- Médaille d'or au championnat d'Afrique 2010 ( Égypte)
- Médaille d'or au championnat d'Afrique 2012 ( Maroc)

Autres
- Médaillé d'argent aux Jeux méditerranéens de 2001 ( Tunisie)
- Médaillé de bronze aux Jeux méditerranéens de 2005 ( Espagne)
- Médaillé d'argent à la coupe du monde 2006 ( Suède)
- Médaillé de bronze aux Jeux méditerranéens de 2009 ( Italie)

### Distinctions personnelles
- Premier joueur à dépasser les 1 000 buts en championnat de France[2]
- Meilleur buteur de l'histoire lors d'un match du championnat de France avec 17 buts marqués le 7 novembre 2004 face à Saint-Raphaël
- Meilleur joueur en finale de la coupe de Tunisie 2014